# Bert Dijkhuizen
Bert Dijkhuizen (Schiermonnikoog, 1 december 1960 – Enumatil, 15 januari 2018) was een Nederlands documentairemaker, regisseur en medeoprichter van de lokale partij 100% Groningen.
Hij is het bekendste vanwege zijn met de iPhone gefilmde gedramatiseerde documentaire De koffer van Rinus over het leven en de zelfmoord van een 17-jarige Groningse muzikant, Rinus, die naar Los Angeles vertrekt. Voor deze documentaire heeft Dijkhuizen de Los Angeles Independent Film Festival Award (LAIFFA) gekregen. Tevens heeft hij de kindergriezelfilm Capusjonnie geregisseerd. Dijkhuizen is overleden aan de gevolgen van slokdarmkanker. Hij is 57 jaar oud geworden.